# Толша 1-а
Толша 1-а (рос. Толша 1-я) — присілок в Красноборському районі Архангельської області Російської Федерації.
Населення становить 47 осіб. Входить до складу муніципального утворення Бєлослудське сільське поселення.

## Історія
Від 2004 року входить до складу муніципального утворення Бєлослудське сільське поселення.

## Населення
| 2002 | 2010 |
| ---- | ---- |
| 65   | ↘47  |